# Административное деление города Мадрида

Карта административного деления Мадрида

Город Мадрид — столица Испании, а также административный центр одноимённых провинции и автономного сообщества, в административном плане разделён на 21 район (исп. distritos), которые, в свою очередь, делятся на 131 подрайон (исп. barrios).

## Районы Мадрида
| №  | Название района       | Площадь, км² | Население (на 1 января 2017 года) | Плотность населения, чел/кв.км | Карта | Подрайоны |
| -- | --------------------- | ------------ | --------------------------------- | ------------------------------ | ----- | --- |
| 1  | Сентро                | 5,23         | 131 928                           | 25 234                         |       | Паласио (11) Эмбахадорес (12) Кортес (13) Хустисиа (14) Универсидад (15) Соль (16)                                                                       |
| 2  | Аргансуэла            | 6,46         | 151 965                           | 23 516                         |       | Империаль (21) Лас Акасиас (22) Чопера (23) Легаспи (24) Делисьяс (25) Палос де Мохер (26) Аточа (27)                                                    |
| 3  | Ретиро                | 5,47         | 118 516                           | 21 682                         |       | Пасифико (31) Адельфас (32) Эстрелья (33) Ибиса (34) Херонимос (35) Ниньо Хесус (36)                                                                     |
| 4  | Саламанка             | 5,39         | 143 800                           | 26 667                         |       | Реколетос (41) Гойя (42) Фуэнте дель Берро (43) Гиндалера (44) Листа (45) Кастельяна (46)                                                                |
| 5  | Чамартин              | 9,18         | 143 424                           | 15 631                         |       | Эль-Висо (51) Просперидад (52) Сьюдад-Хардин (53) Испаноамерика (54) Нуэва-Эспанья (55) Кастилья (56)                                                    |
| 6  | Тетуан                | 5,37         | 153 789                           | 28 613                         |       | Бельяс Вистас (61) Куатро Каминос (62) Кастильехос (63) Альменара (64) Вальдеаседерас (65) Берругете (66)                                                |
| 7  | Чамбери               | 4,68         | 137 401                           | 29 364                         |       | Гастамбиде (71) Арапилес (72) Трафальгар (73) Альмагро (74) Риос Росас (75) Вальермосо (76)                                                              |
| 8  | Фуэнкарраль-эль Пардо | 237,84       | 238 756                           | 1004                           |       | Эль-Пардо (81) Фуэнте-ла-Рейна (82) Пеньягранде (83) Эль-Пилар (84) Ла-Пас (85) Вальверде (86) Мирасьерра (87) Эль-Голосо (88)                           |
| 9  | Монклоа-Аравака       | 46,53        | 116 903                           | 2512                           |       | Каса-де-Кампо (91) Аргуэльес (92) Сьюдад Университариа (93) Вальдесарса (94) Вальдемарин (95) Эль-Плантио (96) Аравака (97)                              |
| 10 | Латина                | 25,43        | 233 808                           | 9195                           |       | Лос Карменес (101) Пуэрта дель Анхель (102) Лусеро (103) Алуче (104) Кампаменто (105) Куатро-Вьентос (106) Лас Акилас (107)                              |
| 11 | Карабанчель           | 14,05        | 243 998                           | 17 368                         |       | Комильяс (111) Опаньель (112) Сан-Исидро (113) Виста Алегре (114) Пуэрта Бонита (115) Буэнависта (116) Абрантес (117)                                    |
| 12 | Усера                 | 7,78         | 134 791                           | 17 330                         |       | Оркаситас (121) Оркасур (122) Сан-Фермин (123) Альмендралес (124) Москардо (125) Софио (126) Прадолонго (127)                                            |
| 13 | Пуэнте-де-Вальекас    | 14,97        | 227 595                           | 15 205                         |       | Энтревиас (131) Сан-Диего (132) Паломерас Бахас (133) Паломерас Сурэсте (134) Портасго (135) Нумансия (136)                                              |
| 14 | Мораталас             | 6,10         | 94 197                            | 15 434                         |       | Павонес (141) Оркахо (142) Маррокина (143) Медия Лега (144) Фонтаррон (145) Винатерос (146)                                                              |
| 15 | Сьюдад-Линеаль        | 11,43        | 212 529                           | 18 601                         |       | Вентас (151) Пуэбло Нуэво (152) Кинтана (153) Ла Консепсьон (154) Сан-Паскуаль (155) Сан-Хуан Баутиста (156) Колина (157) Аталая (158) Костильярес (159) |
| 16 | Орталеса              | 27,42        | 180 462                           | 6581                           |       | Паломас (161) Пьовера (162) Канильяс (163) Пинар дель Рей (164) Апостоль Сантьяго (165) Вальдефуэнтес (166)                                              |
| 17 | Вильяверде            | 20,19        | 142 608                           | 7064                           |       | Каско Историко де Вильяверде (171) Сан-Кристобаль (172) Бутарке (173) Лос Росалес (174) Лос Анхелес (175)                                                |
| 18 | Вилья де Вальекас     | 51,47        | 104 421                           | 1986                           |       | Каско Историко де Вальекас (181) Санта Эухения (182) Энсанче де Вальекас (183)                                                                           |
| 19 | Викальваро            | 35,27        | 70 051                            | 1986                           |       | Каско Историко де Викальваро (191) Вальдебернардо (192) Вальдерривас (193) Эль-Каньяверал (194)                                                          |
| 20 | Сан-Блас              | 22,29        | 154 357                           | 6924                           |       | Симанкас (201) Эльин (202) Ампоста (203) Аркос (204) Росас (205) Рехас (206) Канильехас (207) Сальвадор (208)                                            |
| 21 | Барахас               | 41,92        | 46 876                            | 1118                           |       | Аламеда де Осуна (211) Аэропуэрто (212) Каско Историко де Барахас (213) Тимон (214) Корралехос (215)                                                     |
|    | Всего                 | 604,46       | 3 182 175                         | 5265                           |       | |